# Brána svatého Havla
Brána svatého Havla (Svatohavelská brána) je zaniklá brána pražského opevnění, která stála v Praze 1-Starém Městě v ulici Na Můstku. Jméno nesla po nedalekém kostele svatého Havla. Nejbližší branou byla na východ brána svatého Ambrože, mezi nimiž se ještě nacházela malá fortna zvaná „v Prolomeném“ v Havířské ulici, a na západ brána svatého Martina, mezi nimiž ještě byla malá fortna „k Panně Marii Sněžné“ v Perlové ulici.

## Historie
Opevnění Starého Města bylo postaveno ve 30. letech 13. století a z té doby pochází i brána svatého Havla. Stála v ulici Na Můstku směřující k mostku přes příkop, který se táhl před opevněním od Vltavy v místech pozdějších ulic Revoluční, Na Příkopě a Národní.
Po výstavbě opevnění nově založeného Nového Města Karlem IV. bylo staroměstské opevnění jako zbytečné postupně bouráno. Roku 1463 se však svatohavelská brána dočkala přestavby a nacházela se mezi domy čp. 380 a 387. Na tomto místě je zachycena na plánu z konce 18. století uloženém na pražské stavebním úřadě a existovala zde ještě roku 1817.